# Rusty Kuntz
Russell Jay « Rusty » Kuntz (né le 4 février 1955 à Orange, Californie, États-Unis) est un instructeur et ancien voltigeur de baseball qui évolue dans les Ligues majeures de 1979 à 1985. Il est l'actuel instructeur de premier but des Royals de Kansas City.

## Carrière
Joueur de l'Université d'État de Californie à Stanislaus, Rusty Kuntz est un choix de onzième ronde des White Sox de Chicago en 1977. Il débute dans le baseball majeur avec ce club le 1er septembre 1979 et évolue pour Chicago jusqu'en 1983. Après avoir partagé cette dernière année entre les White Sox et les Twins du Minnesota, à qui il est échangé en cours de saison, il joue les deux dernières saisons de sa carrière (1984-1985) chez les Tigers de Détroit, qui l'obtiennent des Twins en retour du lanceur Larry Pashnick et avec qui il remporte la Série mondiale 1984. Dans le cinquième et dernier match de la série finale contre les Padres de San Diego, Kuntz est amené comme frappeur suppléant pour Johnny Grubb avec les buts remplis et une égalité de 3-3. Il frappe au champ droit une balle que Tony Gwynn perd de vue mais, malgré un attrapé du joueur de deuxième but Alan Wiggins à l'entre-champ, le jeu devient un ballon sacrifice qui fait marquer Kirk Gibson et le point victorieux,.
Kuntz, un joueur de champ extérieur, a disputé 277 matchs en 7 ans dans les majeures. Il compte 104 coups sûrs dont cinq circuits, avec 75 points marqués et 38 points produits. Sa moyenne au bâton en carrière se chiffre à ,236.
Après sa carrière de joueur, il devient instructeur dans l'organisation des Astros de Houston en 1987 et 1988. Instructeur de premier but des Mariners de Seattle de 1989 à 1992, il amorce en 1993 une longue association avec les Marlins de la Floride. Pour ces derniers, il travaille comme instructeur de ligues mineures (1993-1994, 1997-1998 et 2001) et comme instructeur de premier but avec le grand club à Miami (1995-1996, 1999-2000). En 2002, il est instructeur dans les mineures pour les Braves d'Atlanta. De 2003 à 2005, il est instructeur de premier but chez les Pirates de Pittsburgh, et les deux saisons suivantes il est employé à la fois comme instructeur à Pittsburgh et avec leur club-école d'Indianapolis. Il joint en les Royals de Kansas City dont il est l'instructeur de premier but de 2008 à 2010. Il accepte un poste d'assistant au directeur gérant des Royals, Dayton Moore, et Doug Sisson lui succède comme instructeur au premier but. Mais le 4 août 2012, les Royals congédient Sisson et ramènent Kuntz.